# Space Adventures
 (mai 2010).
Si vous disposez d'ouvrages ou d'articles de référence ou si vous connaissez des sites web de qualité traitant du thème abordé ici, merci de compléter l'article en donnant les références utiles à sa vérifiabilité et en les liant à la section « Notes et références ».
Space Adventures, Ltd. est une société de tourisme spatial qui permet aux civils d'aller dans l'espace.

## Tourisme spatial
De 2001 à 2009, sept touristes (appellation officielle : Spaceflight Participants) ont été envoyés à bord de la Station spatiale internationale via huit lanceurs Soyouz de Roscosmos (l'un d'entre eux ayant voyagé deux fois).
La mission Soyouz MS-20 en décembre 2021, la première depuis 2009, avec deux civils japonais et un astronaute professionnel russe est la première mission totalement commerciale d'un Soyouz.

## Aéroports spatiaux
En février 2006, la société a annoncé qu'elle était en train de développer deux aéroports spatiaux commerciaux aux Émirats arabes unis et Singapour. La base de lancement doit se situer à Ras el Khaïmah, à  moins d'une heure en voiture de Dubaï. Le projet est abandonné depuis.